# Macunaíma (pel·lícula)
Macunaíma és una pel·lícula de comèdia brasilera de 1969 dirigida per Joaquim Pedro de Andrade, basada en la novel·la homònima de Mário de Andrade. Va ser llançada en una versió doblada per al públic dels Estats Units el 1972 per New Line Cinema. El 13 de juny i el 12 de juliol de 2005, la cadena TV5 va emetre la pel·lícula en portuguès original amb subtítols en francès. Va ser reestrenada internacionalment el 2009.
El novembre de 2015 la pel·lícula fou inclosa en el 10è lloc de la llista establerta per l'Associação Brasileira de Críticos de Cinema (Abraccine) de les 100 millors pel·lícules brasilers de tots els temps.

## Argument
Basada en el llibre de Mário de Andrade de 1928, la paràbola moderna segueix les desventures d'un home negre (Grande Otelo) que neix miraculosament d'una dona gran (Paulo José) , que se suposa que és dels pobles indígenes del Brasil, a la selva de l'Amazònia. Tot i que va néixer adult, té el cor d'un nen juganer. Després de la mort de la seva mare, es troba cara a cara amb una primavera que el torna blanc (Paulo José). Amb aquest canvi, ell i els seus dos germans es traslladen a Rio de Janeiro, però són interrogats per terroristes de carrer a la seva arribada.
Aleshores, gràcies a una aventura amb una dama blanca, la guerrillera assassina Ci (Dina Sfat), l'heroi de la pel·lícula engendra un nen negre (Grande Otelo) amb ella. Quan la mare i el fill moren, s'embarca en una recerca per recuperar una pedra màgica d'un ric habitant de la ciutat. En aquesta pel·lícula, se suposa que el mite essencialista de les 3 races brasileres, blanc, negre i nadius originals del Brasil, està representat a través del protagonista, els seus germans i la seva mare.
Al llarg de les seves aventures, Macunaíma aprèn algunes lliçons difícils sobre la vida i la societat brasilera. Macunaima funciona com una representació al·legòrica de l'agitació del Cop d'estat militar brasiler que s'havia produït.

## Repartiment
- Grande Otelo com a Macunaíma negre
- Paulo José com a Macunaíma blanca/mare de Macunaíma
- Dina Sfat com a Ci
- Jardel Filho com a Wenceslau Pietro Pietra
- Milton Gonçalves com a Jigué
- Rodolfo Arena com a Maanape
- Joana Fomm com a Sofará
- Maria do Rosario com Iriqui
- Hugo Carvana
- Carmem Palhares
- Wilza Carla
- Zezé Macedo
- Maria Lúcia Dahl
- Myriam Muniz

## Reconeixements
- 1969: Festival de Brasília, premi al millor actor, millor producció, millor guió i millor paper secundari
- 1970: Millor pel·lícula al Festival Internacional de Cinema de Mar del Plata[4]
- 1970: Presentació a la Quinzena de Cineastes (selecció paral·lela del 23è Festival Internacional de Cinema de Canes)[5]